# ニューオーリンズ (ドック型輸送揚陸艦)
|          |                                                                        |
| 艦歴     |                                                                        |
| 発注     | 1998年12月18日                                                         |
| 起工     | 2002年10月14日                                                         |
| 進水     | 2004年12月11日                                                         |
| 就役     | 2007年3月10日                                                          |
| 母港     | 佐世保海軍基地                                                         |
| 退役     |                                                                        |
| 性能諸元 |                                                                        |
| 排水量:  | 満載：25,000トン                                                       |
| 長さ     | 全長：208.5 m (684 ft), 水線長：201.4 m (661 ft)                       |
| 幅       | 全幅：31.9 m (105 ft), 水線長：29.5 m (97 ft)                          |
| 吃水     | 7 m (23 feet)                                                          |
| 機関     | CODAD方式、2軸推進 ターボチャージド・ディーゼル 4基、40,000 HP (30 MW) |
| 最大速力 | 22ノット (41 km/h)                                                     |
| 航続距離 |                                                                        |
| 乗員     | 士官28名、兵員332名                                                    |
| 兵装     | Mk 46 30mm機関砲 2門 RAM発射機 2基                                     |
| 艦載機   | CH-46 4機またはMV-22B 2機                                              |
| 上陸艇   | LCAC 2隻またはLCU 1隻                                                  |
| 兵員     | 699名 (士官66名、兵員633名)                                            |
| モットー | Victory From the Sea                                                   |

ニューオーリンズ (USS New Orleans, LPD-18) は、アメリカ海軍の揚陸艦。サン・アントニオ級ドック型輸送揚陸艦の2番艦。ルイジアナ州ニューオーリンズに因んで命名される。

## 艦歴
ニューオーリンズの建造契約はルイジアナ州ニューオーリンズのノースロップ・グラマン・シップ・システム社に1998年12月18日に発注され、2002年10月14日に起工した。2004年11月20日に命名式が行われ、キャロリン・シェルトン（ヘンリー・H・シェルトン元統合参謀本部議長の妻）によって命名され、12月11日に進水した。ニューオーリンズは2007年3月10日に就役、就役後はパナマ運河を経由してサンディエゴに向かい、太平洋艦隊に合流した。
ニューオーリンズはサンディエゴを母港とし、第5揚陸戦隊の所属となった。
しかし、サンディエゴ到着後に完全作戦能力を付与するために40万人・時以上の大工事が行われた。2008年8月にはINSURVの新造艦評価で落第した。INSURVの検査官は、操舵システムの問題の他、換気ファンの故障やエレベータの動作不良、飛行甲板の腐食から推進システムの信頼性欠如に至るまで、2,600項目もの不具合を指摘した。報告書では、「ニューオーリンズは、作戦を継続して遂行する能力が低下」しており、「乗艦した部隊や上陸舟艇の支援能力に欠ける」と評された。海軍の担当者は「不具合の85%は軽微な問題であり、そのほとんどは是正済である」と述べた。
2008年1月9日にはボクサー、コムストックなど5隻からなる遠征打撃群の1艦として初めての作戦航海に出航した。遠征打撃群および乗艦した第13海兵遠征部隊は水兵・海兵合わせて4,000人以上の大部隊であった。
2009年3月20日、ペルシャ湾ホルムズ海峡付近でロサンゼルス級原子力潜水艦のハートフォード (USS Hartford, SSN-768) と衝突、ハートフォードの乗組員が軽症を負う事故が発生した。ニューオーリンズは油槽を損傷し、燃料流出が発生した。
2019年4月26日、強襲揚陸艦「アメリカ」がウェルドック能力を廃し航空運用能力を増強したためウェルドック能力を補完するため、「ワスプ」と入替でともに在日米軍佐世保基地に配備されることが決定した。
同年12月1日、佐世保基地に配備された。また、同月4日には報道陣への一般公開が行われた。
2021年8月22日から翌23日まで海上自衛隊の護衛艦「しもきた」と共同訓練「ノーベルユニオン」を行った。
同年8月24日から開催された合同演習に、「アメリカ」、「ザ・サリヴァンズ」と共に参加した。
2025年8月20日、沖縄県うるま市の米軍施設「ホワイトビーチ」の沖合において、火災が発生。海上保安庁に対し消火活動を要請する通報が行われた。